# Disney Springs

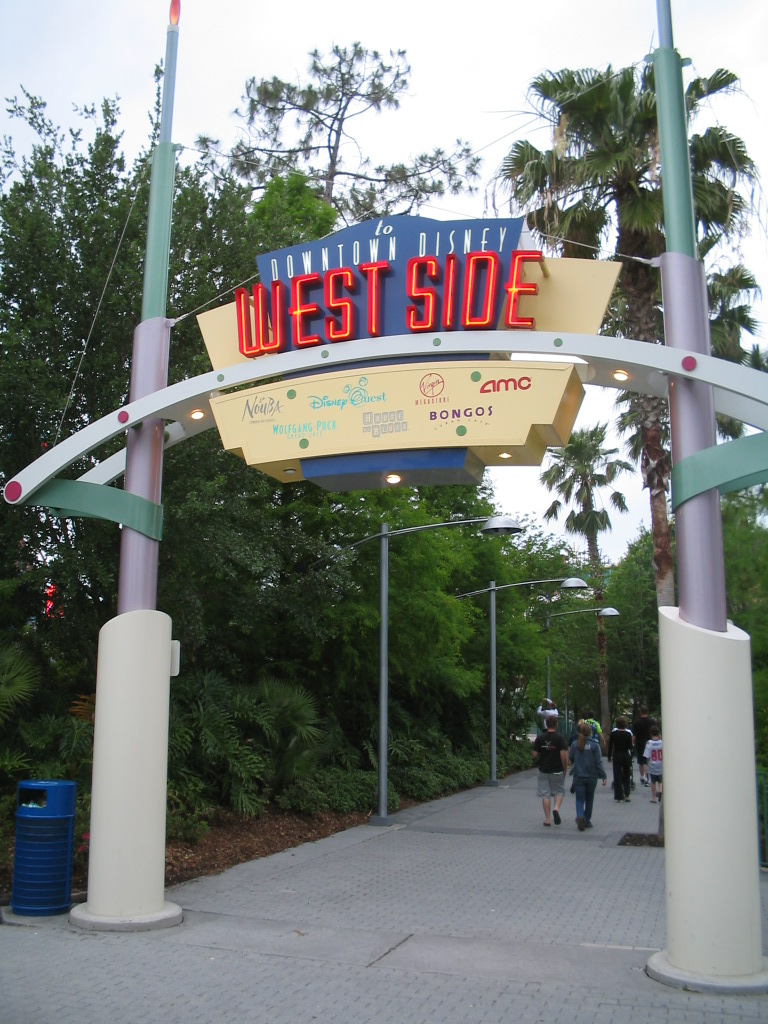
Ingang naar "West Side" in het voormalige Downtown Disney in Florida

Disney Springs (met de eerdere namen Lake Buena Vista Shopping Village tot 1977, Walt Disney World Village tot 1989, Disney Village Marketplace tot 1997 en Downtown Disney tot 2015) is de naam van een winkel- en uitgaansgebied in het Walt Disney World Resort.
Het gebied bestaat uit vier kleinere gebieden: West Side, The Landing, Town Center en Marketplace.

## Geschiedenis

### Pre-Disney Springs
Het Lake Buena Vista Shopping Village, dat opende op 22 maart 1975 was oorspronkelijk bedoeld als een winkelcentrum. Twee jaar na de opening van het gebied, werd het gebied hernoemd tot Walt Disney World Village. Met de komst van een nieuw management onder leiding van Michael Eisner werden er nieuwe strategieën ontwikkeld om vakantiegasten langer op het Disney-terrein te laten verblijven, zodat ze minder geld zouden besteden buiten de grenzen van het terrein van Disney. Om te kunnen concurreren met andere uitgaansgebieden in Orlando, werd het voormalige Pleasure Island geopend: een gedeelte dat met name uit nachtclubs bestond met een Disney-touch; dit gebied werd geopend op 1 mei 1989. Later dat jaar werd het hele Walt Disney World Village hernoemd tot Disney Village Marketplace.
In het midden van de jaren '90 leidde de groei van het Walt Disney World Resort tot een grotere uitbreiding van het uitgaansgebied, waarmee 1 miljard Amerikaanse dollar was gemoeid. Vanaf 7 september 1997 werd de naam van het gebied wederom veranderd naar Downtown Disney. Een week later, op 15 september, werd een derde gedeelte geopend: West Side. Dit gebied werd samen geopend met La Nouba en DisneyQuest. Daarna werden enkele andere veranderingen doorgevoerd, zoals het hernoemen van Mickey's Character Shop naar de World of Disney Store, de grootste Disney-winkel in de wereld, het uitbreiden van het AMC-bioscoopcomplex, en het openen van bekende restaurantketens zoals Rainforest Cafe en Planet Hollywood. In tegenstelling tot zulke uitbreidingen, werden de nachtclubs op Pleasure Island op 27 september 2008 echter voorgoed gesloten.

### Disney Springs
Op 14 maart 2013 werd aangekondigd dat het volledige Downton Disney herontworpen zou worden als Disney Springs. Het project breidde het uitgaansgebied uit met 150 nieuwe partijen die zich in het uitgaansgebied konden vestigen, een nieuw gebied op de voormalige parkeerterreinen (Town Center) en de bouw van twee nieuwe parkeergarages. Daarnaast werd afscheid genomen van Pleasure Island: het gebied werd omgedoopt tot The Landing. Verder werden er bruggen gebouwd die Disney's Saratoga Springs, aan de overzijde van het meer, met Disney Springs verbonden. Enkele andere nieuwe bruggen vormden bovendien nieuwe verbindingen tussen de verschillende gebieden. Een nieuwe, gedeeltelijk overkapte busterminal vormde eveneens een nieuwe toevoeging, samen met een directe afrit van de langslopende snelweg I4 naar Disney Springs toe. De uiteindelijke naamsverandering vond plaats op 23 september 2015. Hoewel de meeste bouwwerkzaamheden zijn afgerond, is het gehele gebied nog niet afgerond.

## Gebieden

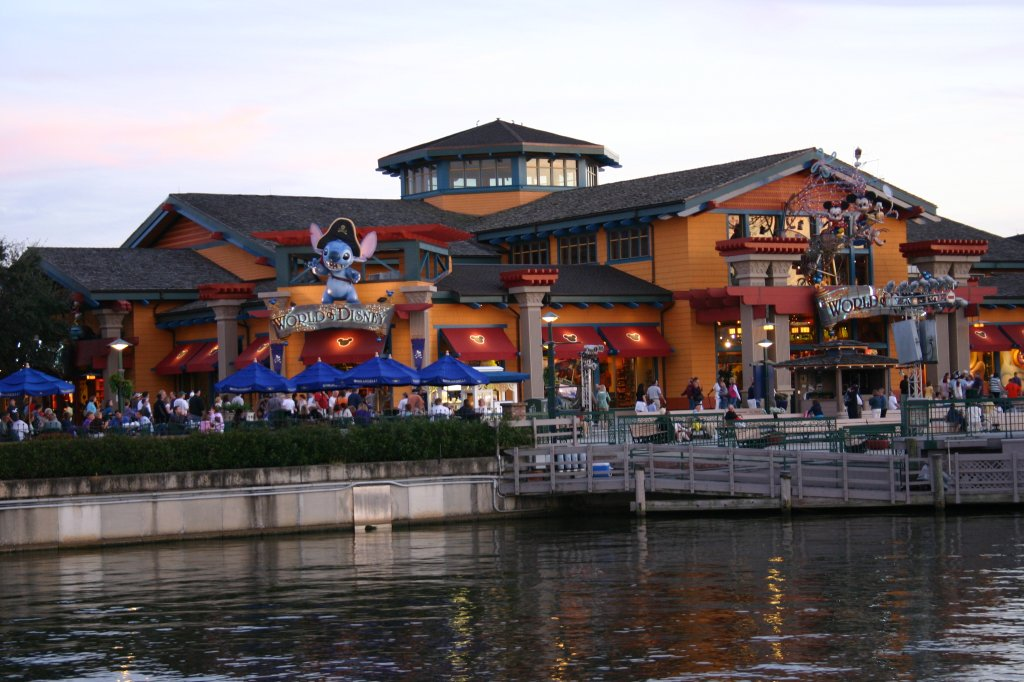
De World of Disney Store in Marketplace

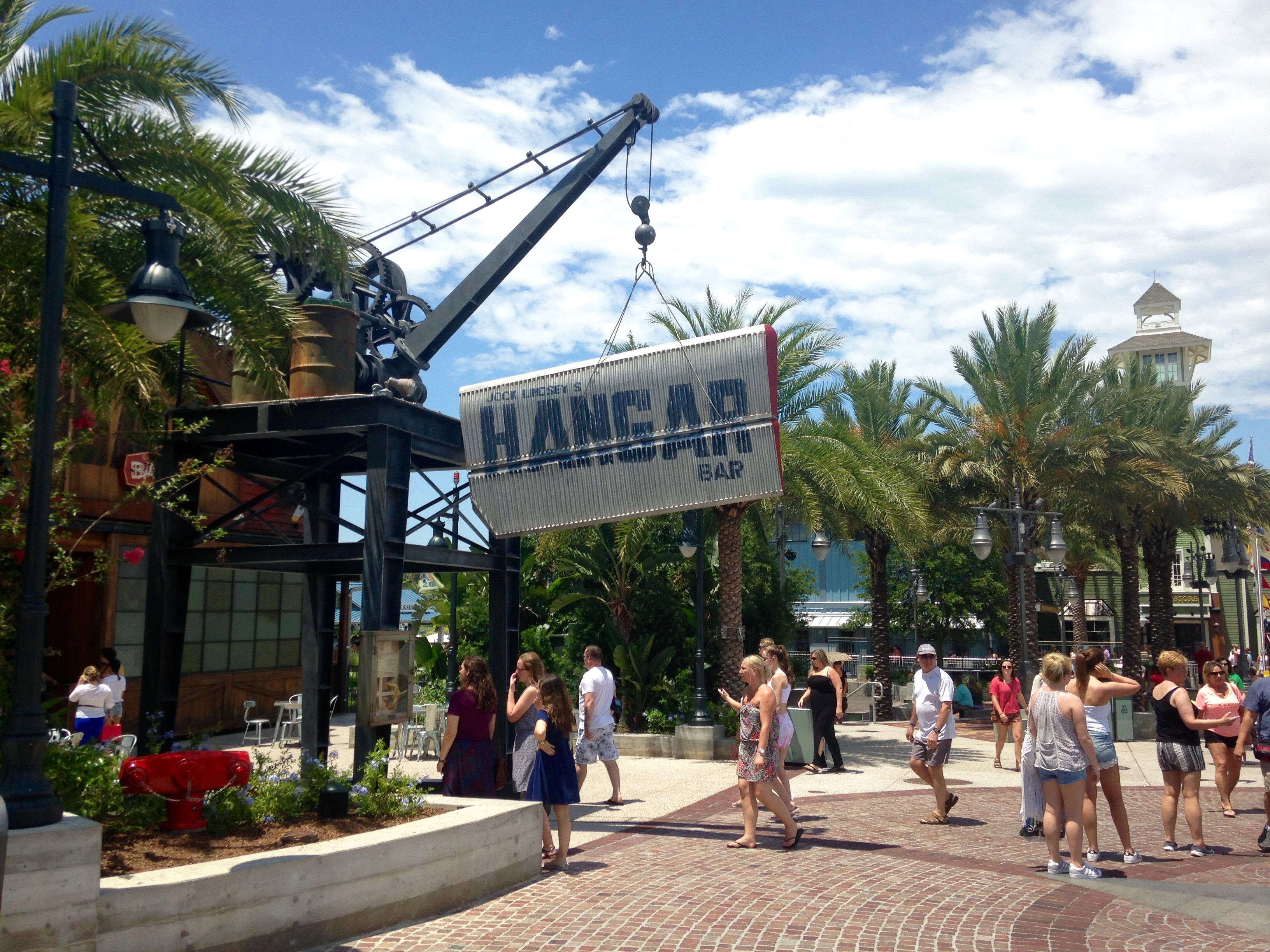
Jock Lindsey's Hangar Bar in The Landing

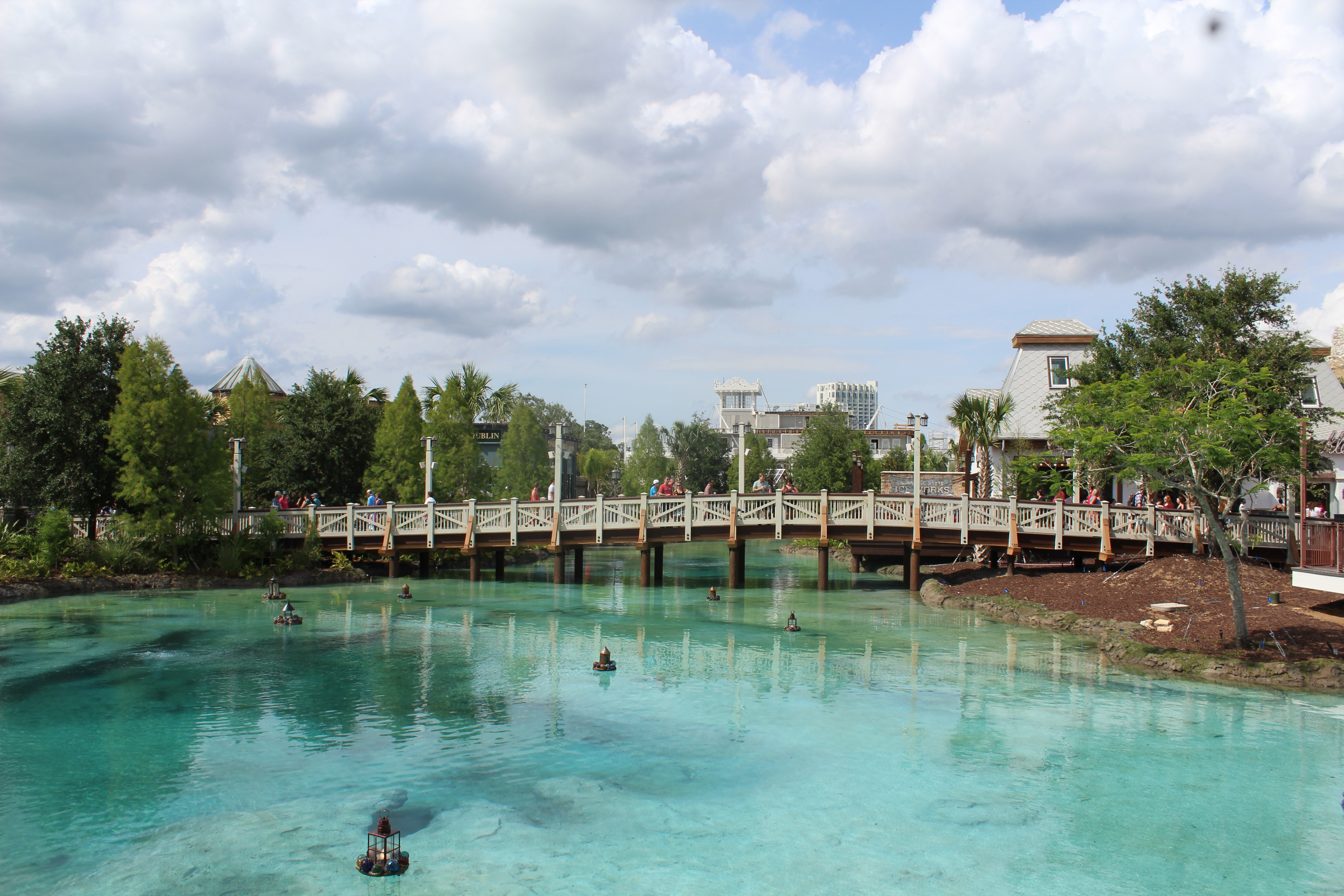
De bronnen van Disney Springs in Town Center

Disney Springs bestaat uit vier gebieden: Marketplace, The Landing, Town Center en West Side. Het uitgaansgebied grenst in het noorden aan Lake Buena Vista en in het zuiden aan het parkeerterrein. Het gehele gebied is geïnspireerd door kuststadjes in Florida, zoals St. Augustine en Coral Gables. Het achterliggende verhaal van Disney Springs is dat van een fictieve veeboer die enkele bronnen ontdekte waaraan het gebied nu haar naam te danken heeft. Uiteindelijk zou rondom de bronnen een heel stadje zijn ontstaan: Disney Springs.

### Marketplace
De Marketplace is de thuishaven van veel winkels en restaurants, die ingebed zijn in een American Crafts-thema. In het gebied is de eerste vestiging van de keten Earl of Sandwich te vinden. Daarnaast kent het gebied onder andere het Rainforest Cafe en het T-Rex Cafe (beiden onderdeel van de keten Landry's Restaurants) en een LEGO Store. In het gebied is tevens de grootste Disney-winkel ter wereld te vinden, de World of Disney Store.

### The Landing
The Landing stelt het transportcentrum voor van Disney Springs. Het gebied bevat onder andere een jachthaven en heeft dientengevolge een nautisch thema met een restaurant in de vorm van een botenhuis: The Boathouse (eveneens uitgebaat door Landry's Restaurants), samen met een restaurant dat gevestigd is in een hangar: de Jock Lindsey's Hangar Bar. In het gebied kan men tevens 'aan boord' stappen van een amfibievoertuig dat over Lake Buena Vista vaart. Tot slot ligt in het gebied een oude raderboot, die oorspronkelijk is geopend als The Empress Lilly, vernoemd naar en geopend door de vrouw van Walt Disney in 1976. Later is boot uitgebaat door verschillende ketens, en heette het restaurant onder andere Baton Rouge Lounge, Fulton's Crab House en op dit moment Paddlefish.

### Town Center
Town Center stelt het retailgebied voor van het fictieve dorpje Disney Springs, vormgegeven in Spanish Colonial Revival-architectuur. In het gebied zijn tevens de 'bronnen' te vinden waaraan Disney Springs haar naam zou danken. In het gebied zijn onder andere de volgende ketens te vinden: Anthropologie, Sephora, L'Occitane en Provence, Pandora, Uggs, Zara en Kate Spade.

### West Side
West Side stelt een fictief Wereldtentoonstellingsgedeelte voor, dat in de jaren '50 geopend zou zijn. In het gebied zijn onder andere La Nouba, DisneyQuest, een bioscopencomplex van AMC Theatres, een bowlingcentrum van Splitsville en House of Blues te vinden, samen met enkele andere winkels en restaurants. In het gebied is tevens Characters in Flight te vinden, een heteluchtballon die vast blijft zitten met een kabel aan een platform, en zo op kan stijgen en weer kan dalen op dezelfde plek.